# Retro Puppet Master
Retro Puppet Master es una película de terror lanzada directo a video de 1999, escrita por Charles Band, Benjamin Carr y David Schmoeller, y dirigida por David DeCoteau. Es la séptima película en la franquicia de Puppet Master, una precuela de Puppet Master III: Toulon's Revenge (1991), y tiene como protagonistas a Greg Sestero como un joven Andre Toulon, Jack Donner como un egipcio responsable de enseñar a Toulon cómo animar a sus títeres, y Stephen Blackehart, Robert Radoveanu y Vitalie Bantas como demonios que persiguen a Toulon por su magia. Mientras que Retro Puppet Master sirve para explicar cómo Toulon comenzó a practicar el hechizo que anima a sus marionetas, ignora lo establecido originalmente en Puppet Master II de como exactamente aprendió el hechizo de la animación. La película también fue la aparición final de Guy Rolfe como Andre Toulon, a excepción del flashback de material de archivo en Puppet Master: The Legacy.

## Argumento
La película comienza en 1944, Suiza ,después de los acontecimientos ocurridos en Puppet Master III: Toulon's Revenge. Toulon y sus pequeños amigos deciden esconderse en Kolewige, una posada que está a 4 kilómetros de la frontera. Blade encuentra la cabeza de madera de un viejo títere llamado Cyclops en su baúl, y cuando Toulon lo ve, le cuenta a sus títeres las aventuras con la mujer que ama, y sus retro marionetas, hechos ocurridos a partir de 1902 en El Cairo, Egipto.

## Cast
- Guy Rolfe –  Andre Toulon (viejo)
- Greg Sestero – Andre Toulon (joven)
- Brigitta Dau – Elsa
- Stephen Blackehart – primer sirviente
- Jack Donner – Afzel
- Robert Radoveanu – segundo sirviente
- Vitalie Bantas – tercer sirviente
- Sandu Teodor – Latour
- George Calin – Valentin
- Juliano Doman – Vigo
- Vlad Dulea – Duval
- Dan Fintescu – Beggar
- Serban Celea – Father
- Elvira Deatcu – Margarette
- Claudiu Trandafir – Leader
- Mihai Verbinschi – Perseguidor #1
- Adrian Ciobanu – Perseguidor #2
- Razvan Popa – Asistente
- Aurelian Popa – Oficial
- Cristian Irimia – Conductor

### Marionetas
- Blade
- Pinhead
- Leech Woman
- Jester
- Tunneler
- Six Shooter

### Retro Marionetas
- Retro Blade
- Retro Pinhead
- Drill Sergeant (Retro Tunneler)
- Retro Six-Shooter
- Doctor Death
- Cyclops